# WebGL
WebGL (Web Graphics Library) é uma API em JavaScript, disponível a partir do novo elemento canvas da HTML5, que oferece suporte para renderização de gráficos 2D e gráficos 3D. Pode ser implementado em uma aplicação web sem a necessidade de plug-ins no navegador. A especificação foi lançada, sob versão 1.0, em 10 de fevereiro de 2011. WebGL é administrado pelo Khronos Group.

## Resumo
WebGL é baseado no OpenGL ES 2.0 e fornece uma interface de programação de gráficos 3D. Ele usa o elemento canvas do HTML5 e é acessada por meio de interfaces DOM (Document Object Model). O gerenciamento automático de memória é fornecida como parte da linguagem JavaScript.

## Bibliotecas de desenvolvimento
Existem diversas para desenvolvimento com WebGL. WEbGLU foi a primeira disponível publicamente. Outras bibliotecas que incorporam WebGL são: GLGE, C3DL, Copperlicht, SpiderGL, SceneJS, Processing.js, Three.js, Turbulenz,[ligação inativa], XB PointStream, Blend4Web e CubicVR.js.

## Suporte
- Internet Explorer 10 (Não possui suporte ao WebGL. É necessário usar o plug-in iewebgl para obter suporte parcial ao WebGL para sites registrados no Internet Explorer 10)
- Internet Explorer 11
- Mozilla Firefox 4+
- Safari 5.1+
- Google Chrome 8+
- Opera 12+[3]